# Veverská Bítýška
Veverská Bítýška (in tedesco Eichhorn Bittischka) è un comune mercato della Repubblica Ceca facente parte del distretto di Brno-venkov, in Moravia Meridionale.